# مسجد سيدي علي بن زياد
مسجد سيدي علي بن زياد هو مسجد قديم من مساجد مدينة تونس، لم يعُد موجودا، وقد كان يقع غرب المدينة.

## الموقع
كان يقع بنهج سيدي بن زياد، وراء دار الباي.

## التّسمية
استمدّ المسجد تسميته من اسم الولي الصّالح سيدي علي بن زياد، وهو فقيه إفريقي وإمام مالكي.

## التّاريخ
حسب المؤرّخ محمّد بلخوجة، توفّي سيدي علي بن زياد سنة 799 ميلادي الموافق لسنة 183 هجري ودُفن في المسجد وهو ما يؤكّد وجود المسجد في القرن التّاسع.